# Proostmeer (voormalig meer)
Het Proostmeer of Wagenborgermeer is een voormalig meer tussen Meedhuizen en Wagenborgen in de provincie Groningen, nu een poldergebied dat nauwelijks in het landschap herkenbaar is. Het meer, waarvan het diepste punt op −2,70 m NAP ligt, werd in 1873 drooggelegd en ondergebracht bij het waterschap Proostpolder, dat bij Schaapbulten een molen onderhield. 
Op de plaats van het meer liggen anno 2025 de NAM-locatie Schaapbulten, Hoogspanningsstation - Delfzijl Schaapbulten en boerderij Oet Roege Bos. Het gebied is toegankelijk via de Meerweg en de ontsluitingsweg van de NAM-gaswinning.
De naam Proostmeer verwijst naar de vroegere proosten van de proosdij Farmsum. Dat waren de bezitters van het Huis te Farmsum, die hier heerlijke rechten (waaronder het jacht- en visrecht) konden laten gelden. 

## Ontstaan
Terwijl Wagenborgen relatief hoog op een dekzandopduiking ligt, had de omgeving in de late middeleeuwen, toen het oorspronkelijke veenpakket verdween, te kampen met bodemdaling. Aan de noordkant ontstonden Proostmeer en Janjemeer, terwijl aan de zuidkant de Dollard inbrak. Daarbij ontstonden doorbraakkolken als de Stolderijkolk, de Rotkolk en de kolk bij Overtocht. Hoewel het Proostmeer soms als meerstal wordt beschouwd, is het evenals het Janjemeer ontstaan bij een dijkdoorbraak.
Het Proostmeer lag tevens op de grens tussen Wagenborgen, Siddeburen en Meedhuizen en had een belangrijke functie als boezemgebied voor de omliggende landerijen. In het meer mondden de Swaaylandsesloot uit, alsmede een tochtsloot die in verbinding stond met de Stolderijkolk en het Janjemeer. Uit het meer stroomde het Hammaar, dat uitkwam in het Wagenborger- of Stinkvaartsmaar. 
Door de bouw van de Stinkvaartsmolen in 1792 en de aanleg van een molenwatering werd het gebied ten zuiden van het meer beter ontwaterd en stagneerde de aanvoer van vers water. Hetzelfde gebeurde aan de west- en noordkant. De verlanding van het meer moet daardoor zijn bevorderd, waardoor inpoldering gemakkelijker werd. Toch leverde het meer nog in 1839 veel vis op. Toen na de aanleg van het Afwateringskanaal van Duurswold rond 1870 het zomerpeil in de omliggende polders kon worden verlaagd, viel het meer droog en veranderde het in een rietmoeras.

## Drooglegging
Volgens de oudste kadastergegevens uit 1832 was het meer toen eigendom van het kerspel Wagenborgen. Maar later was het meer weer in bezit van de heer van Farmsum, Johan Rengers Hora Siccama van Oosterbroek (1801-1891), die behalve het Proostmeer ook het Meedhuizermeer liet droogleggen. Hij hield er weinig aan over. Rengers bood in 1887 de polder voor 3900 gulden in 1887 te koop aan, maar moest drie jaar later met de helft genoegen nemen.
De ontwatering schoot aanvankelijk tekort; rond 1900 was de polder nog grotendeels "woest en ledig". Een derde was met riet begroeid. De eigenaren ondervonden veel tegenwerking van de overige ingelanden van de Proostpolder, die zich tegen een verlaging van het waterpeil verzetten. Ook werd er veel gestroopt. Een windmolen ging in vlammen op. Een jonge landbouwer uit de Haarlemmermeer wist het karwei in 1922 te klaren met behulp van een motorpomp. "Thans is het meer niet meer te herkennen … 't Is een vlak veld geworden", met brede sloten voor de ontwatering en weiden met Engels raaigras, zo heet het een jaar later. Zes jaar later werd het bedrijf voor 37.500 gulden aan een belegger verkocht, die het daarna verhuurde. In de jaren '60 volgde de omschakeling van veeteelt naar akkerbouw. Het waterschap Proostpolder werd in 1939 op verzoek van de ingelanden opgeheven.

## Recreatieplas Proostmeer
Bij het dorp Wagenborgen ligt de recreatieplas Proostmeer. Deze is in 1964 gegraven en ligt anderhalve kilometer zuidelijker dan  het oorspronkelijke Proostmeer. Behalve de naam is er geen enkele relatie.

## Kaart

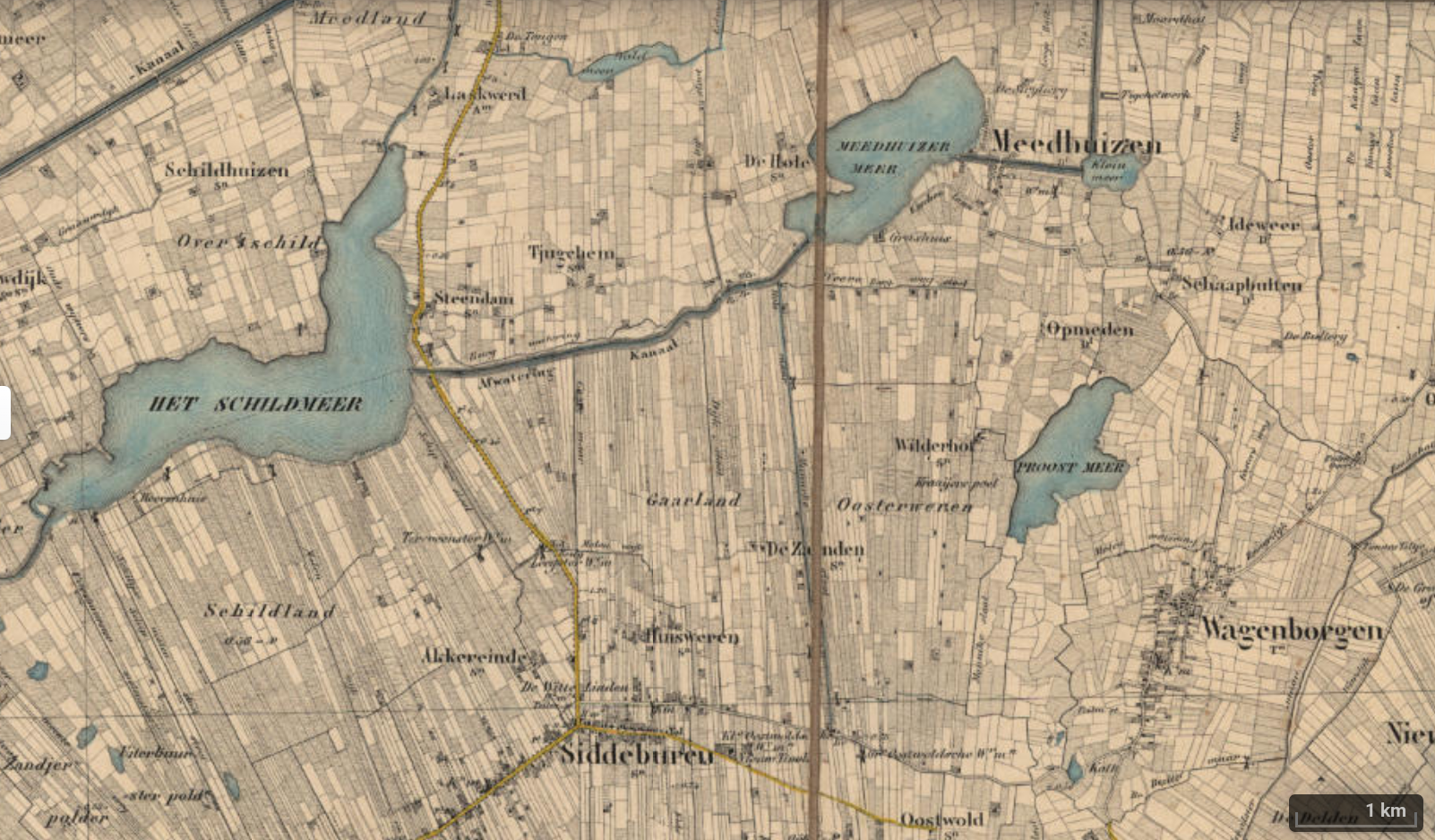
Topografische Militaire Kaart, 1871: wateren ten noordwesten van Wagenborgen; rechts van het midden het Proostmeer